# قائمة مؤلفات أحلام مستغانمي
ألفت أحلام مستغانمي العديد من الكتب، وتعد الروايات أبرز إصداراتها، كما أن لها ثلاثة دواوين من الشعر هي: «على مرفأ الأيام» و«عليك اللهفة» «أكاذيب سمكة».

## قائمة المؤلفات
| #  | اسم الكتاب                 | صورة    | سنة الإصدار | النوع                | نبذة | م                 |
| -- | -------------------------- | ------- | ----------- | -------------------- | --- | ----------------- |
| 1  | شهيًّا كفراق                 |         | 2018        | - رواية - سيرة ذاتية | أول رواية تنشر بعد كتاب الأسود يليق بك. تحكي مستغانمي في هذه الرواية قصة رجل فقد الثقة في الحب، يخاطبها الرجل الغامض ذكرياتها هي ككاتبة وإنسان، حيث أسقطت الكاتبة حياة البطلة على حياتها، وتسرد مواقف ولحظات، عاشتها مع أضخاص عاصرتهم، مثل غازي القصيبي، ونزار قباني، وسهيل إدريس، إلى جانب ذكريات عائلية... كل هذا على لسان أبطال روايتها. | [ 1 ] [ 2 ]       |
| 2  | نسيان.com                  |         | 2013        | رواية                | رواية حول نصائح لنسيان الرجل، وتحاول مستغانمي من خلال هذه الرواية تقديم وصفات سحرية لكل أنثى لنسيان الرجل، وقد حظرت مستغانمي بيع هذه الرواية على الرجال. | [ 3 ] [ 4 ]       |
| 3  | الأسود يليق بك             |         | 2012        | رواية                | |                   |
| 4  | عليك اللهفة                |         | 2015        | ديوان شعري           | هو الإصدار الشعري الثاني لمستغانمي، كان إطلاق الديوان قد تم خلال معرض الشارقة الدولي للكتاب. | [ 5 ] [ 6 ]       |
| 5  | قلوبهم معنا وقنابلهم علينا |         | 2014        | رواية مقالات         | رواية بمثابة وثيقة رسمية من أحلام مستغانمي للأحداث السياسية العالقة بذاكرتنا "كأحداث العراق" تمكنت من خلالها أحلام مستغانمي بتجميع المقالات التي قامت بكتابتها في "مجلة زهرة الخليج" وأعادة ترتيبها حسب تواريخها التي كتبت فيها. | [ 7 ] [ 8 ] [ 9 ] |
| 6  | عابر سرير                  |         | 2003        |                      | |                   |
| 7  | فوضى الحواس                |         | 1997        |                      | |                   |
| 8  | ذاكرة الجسد                |         | 1993        | رواية                | رواية حائزة على جائزة نجيب محفوظ للعام 1998، صدرت في بيروت، بلغت طبعاتها حتى فبراير 2004 19 طبعة. تتحدث عن رسام فقد ذراعه أثناء الحرب، يقع في غرام فتاة جميلة تدعى حياة، هي ابنة مناضل جزائري كان صديقاً لخالد أثناء ثورة التحرير، أما هي فتغرم به دون اعتراف منها بذلك، ومع ظهور صديق له وهو مناضل في الثورة الفلسطينية تتشابك الأحداث بينهما (خالد وحياة)، لكن وفي الأخير تواجه تقاليد مجتمعها وستتزوج بشخصية كبيرة وذات نفوذ ضخمة في الحكومة الجزائرية، هذا الزواج وظروف أخرى قاهرة يمر منها خالد ستتسبب في إنهيار كلي لحياته. |                   |
| 9  | أكاذيب سمكة                |         | 1993        | ديوان شعري           | |                   |
| 10 | على مرفأ الأيام            |         | 1972        |                      | |                   |
| 11 | الكتابة في لحظة عري        | لا إطار |             |                      | |                   |
| 12 | أصبحتُ أنت                  |         | 2023        | سيرة روائية          | | [ 10 ]            |

## وصلات خارجية
- الموقع الرسمي لأحلام مسنغانمي